# 尼季涅
50°53′10″N 27°44′30″E / 50.88611°N 27.74167°E
尼季涅（烏克蘭語：Нитине），是烏克蘭北部的村莊，隸屬日托米爾州的茲維亞赫爾區。該村始建於1647年，面積0.53平方公里，海拔高度201米，2001年人口131，人口密度每平方公里245.32人。